# Contrast (jogo eletrônico)
Contrast é um jogo baseado em quebra-cabeças desenvolvido pela empresa canadense Compulsion Games para Microsoft Windows, PlayStation 3, PlayStation 4, Xbox 360, Xbox One, e NVIDIA Shield.

## Jogabilidade
O jogo é ambientado em uma atmosfera noir. O jogador deve resolver quebra-cabeças que requerem movimento entre o mundo físico, que é representado como 3D e sombras, que são representados como 2D. O jogador pode, por vezes, manipular diferentes fontes de luz no mundo em 3D (projetores, projetores de cinema, etc.) para criar a sombra caminhos que chegam para novas áreas. O objetivo do jogo é a exploração e a descoberta através da solução de problemas.
Dawn e Didi são os dois únicos personagens que aparecem como 3D cheio de figuras. O jogador controla o Dawn, um amigo imaginário, que é capaz de se manifestar como uma sombra tri-dimensional. Dawn é capaz de saltar entre duas sombras, não importa o quão distantes eles estão. Todas as outras personagens aparecem como sombras nas paredes, mas elas continuam a interagir com o mundo que eles são, o "real".

## Enredo
O jogo começa no quarto de Didi Malenkaya, que é acompanhada por seu 'imaginário' amigo, o Dawn. Didi reside em um mundo onde as pessoas são todas sombras, além de si mesma e de Dawn. Eles são os únicos indivíduos que aparecem na forma 3D, apesar de Dawn tem a capacidade de mudar de sombra para 3D em um instante.
A mãe de Didi, Kat Malenkaya, trabalha como cantora no cabaret "Ghost Note", com a esperança de ter sua grande chance. Ao entrar em seu quarto, ela pede a Didi a promessa de não saírem de noite novamente. Em um esforço para acalmar sua mãe, Didi promete ficar em casa. A guarda tutelar já ameaçou levar Didi supondo que Kat saía durante a noite, e a separação do marido, fez com que Didi, criasse pessoas imaginárias (Dawn). Kat tem duas opções: encontrar um emprego estável, ou voltar para o seu marido.
A rebelde Didi se esgueira para fora da casa, com a Dawn, para seguir Kat vê-la cantando. Antes de terminar sua canção, Kat é vista deixando o palco com o pai de Didi, Johnny Fenris. Enquanto espiona a conversa dos pais, Didi descobre que seu pai tinha sido expulso de sua casa por sua mãe, devido a sua associação com gangsteres. Ele acumulou uma série de dívidas e foi forçado a passar cheques sem fundos e acabou sendo preso. Ele diz para Kat que quer voltar para casa, e implora, no entanto Kat recusa, dizendo-lhe que o seu estilo de vida não é saudável para Didi. Ele promete que as coisas mudarão e pede a ela para visitá-lo no hotel Excelsior, dizendo que tem grandes planos que vão melhorar toda a sua vida. Kat relutantemente concorda, e retorna para o palco.
Didi segue seu pai até um bar onde ele se encontra com Vincenzo, o famoso ilusionista que é a principal atração de um circo que o Johnny está a organizar. Johnny pede para Vincenzo para mostrar aos seus "investidores" de sua brilhante habilidade. No entanto, Vincenzo recusa-se, como ele não acredita que Johnny tem os meios para pagar-lhe. Nervoso, Johnny se compromete a pagar-lhe mais e promete que o circo vai ser um sucesso, mas é óbvio que ele não tem ideia de como conseguir isso sem Vincenzo. Dawn, com a insistência do Didi, vai para o escritório do agente de Vincenzo e furta uma bobina de cinema de suas performances.
Dawn e Didi entregam o carretel para Johnny próximos de um teatro. Ele diz a ela sobre o seu grande plano para executar um circo, mas antes de Didi poder entregar o filme, Johnny pede a ela para sair. Escondido atrás de uma fileira de assentos, ela descobre que o investidor de seu pai é Carmine Bruni, um gangster que recentemente foi absolvido de 2 assassinatos. Carmine fica agitado quando Johnny pede mais dinheiro para pagar Vincenzo. Dawn, põe o rolo de filme no projetor do cinema. Carmine gosta e decide dar Johnny o dinheiro extra. Depois, Didi segue seu pai para o hotel Excelsior onde ele e Kat discutem. Durante a discussão, é revelado que Vincenzo é, na verdade o pai verdadeiro de Didi. Como a briga aumenta, Kat saca uma arma, aponta para Johnny e, em seguida, aponta para si mesma. Didi interfere, e Kat joga a arma fora. Ela diz a sua mãe, que seu pai precisa de sua ajuda, e insiste para que ela o leve de volta. Kat relutantemente permite queJohnny volte para casa.
Na noite de abertura do circo, Didi senta-se em seu quarto e decide que ela quer encontrar Vincenzo. Após esgueirar-se com Dawn para o circo vê Johnny e Vincenzo falando. Vincenzo está irado que três atrações falharam. Johnny tranquiliza Vincenzo dizendo que irá corrigir as atrações. Quando Vincenzo percebe que Didi sabe quem é seu verdadeiro pai, Vincenzo friamente diz a ela que ele é apenas um artista e deve dedicar todo o seu tempo ao seu ofício. Ele nunca quis ser pai e explica que Kat foi apenas sua auxiliar, nada mais. Quando ela ficou grávida de Didi, Vincenzo, recusou qualquer responsabilidade, e Kat foi forçada a deixar seu emprego. Com o coração partido, Didi grita. Percebendo sua crueldade para com ela, Vincenzo se oferece para chamar sua mãe, em um esforço para acalmar-la.
Kat agora está chateada com Didi por ver Vincenzo, e para descobrir a verdade. No entanto, sabendo que Didi realmente não fez nada de errado, ela diz que eles vão falar mais sobre isso depois de Vincenzo do ato. Infelizmente, as luzes do palco parar de trabalhar, mas Didi tem a inteligente ideia de usar a luz de um farol nas proximidades para o show. Isso faz com que o Amanhecer para fazer o seu caminho através do farol, e durante este tempo, o jogador descobre a verdade por trás de Dawn origens: Dawn tinha sido Vincenzo primeiro assistente, mas durante uma falha na lei de Madrugada desapareceu definitivamente. Vincenzo disse às autoridades que ele acreditava Dawn tinha realmente desaparecido, mas apenas para uma outra dimensão. Neste ponto, o leitor percebe que o Didi da mãe tornou-se Vincenzo segundo assistente.
O palco está iluminado, e Vincenzo pode prosseguir com o seu show. Durante sua performance, ele fala sobre universos. Após o show, Johnny diz que ele não é um bom pai e pede a Vicente para tomar conta de Didi e Kat, para que eles tenham uma vida melhor. Vincenzo educadamente recusa, dizendo que Johnny é realmente a única pessoa irão precisar. Kat concorda em ficar com ele permanentemente, e Johnny pode finalmente voltar para casa. Para o espanto de Didi, ele não aparece mais como uma sombra, mas como uma figura 3D. Aqui, o jogador supõe que Didi pode ter herdado essa capacidade de seu Pai biológico como o jogo termina.